# Grande Prémio de Poesia APE/CTT
O Grande Prémio de Poesia António  Feijó  APE/C.  M. Ponte  de  Lima é um prémio literário instituído pela Associação Portuguesa de Escritores. 
O prémio é entregue a uma obra em português, de autor português, publicada integralmente e em 1ª edição no ano anterior. 
Eugénio de Andrade foi o primeiro distinguido com o Grande Prémio de Poesia APE, em 1988.
Depois teve a designação de Grande Prémio de Poesia CTT por ser patrocinado pelos CTT. De 2011 até ao presente tem a designação Grande Prémio de Poesia António  Feijó  APE/C. M. Ponte  de  Lima.

## Vencedores
Prémio de Poesia
- 1981 – Fernando Echevarría com Introdução à Filosofia
- 1982 – Alexandre Pinheiro Torres com A flor evaporada

Grande Prémio de Poesia CTT
- 01 - 1988 – Eugénio de Andrade com O Outro Nome da Terra
- 02 - 1989 – António Ramos Rosa com Acordes
- 03 - 1990 – Natália Correia com Sonetos Românticos
- 04 - 1991 - Fernando Echevarría com Sobre os Mortos
- 05 - 1992 – Fernando Guimarães com O anel débil
- 06 - 1993 – Joaquim Manuel Magalhães com A poeira levada pelo vento
- 07 - 1994 – Nuno Júdice com Meditação sobre ruínas
- 08 - 1995 – Egito Gonçalves com E no entanto move-se
- 09 - 1996 – Fiama Hasse Pais Brandão com Epístolas e memorandos
- 10 - 1997 – Vasco Graça Moura com Uma carta no Inverno
- 11 - 1998 – Manuel Alegre com Senhora das Tempestades
- 12 - 1999 – António Franco Alexandre com Quatro caprichos
- 13 - 2000 - Fiama Hasse Pais Brandão com Cenas vivas
- 14 - 2001 – Manuel Gusmão com Teatros do tempo (1994-2000)
- 15 - 2002 – Gastão Cruz com Rua de Portugal
- 16 - 2003 – Manuel António Pina com Os livros
- 17 - 2004 – José Agostinho Baptista com Esta voz é quase o vento[2]
- 18 - 2005 – António Ramos Rosa com Génese seguido de constelações
- 19 - 2006 – Fernando Guimarães com Na voz de um nome
- 20 - 2007 – Ana Luísa Amaral com Entre dois rios e outras noites
- 21 - 2008 – Armando Silva Carvalho com O Amante Japonês
- 22 - 2009 – Fernando Echevarría com Lugar de estudo
- 23 - 2010 – Pedro Tamen com O livro do sapateiro

Grande Prémio de Poesia Teixeira de Pascoaes APE/C.M. Amarante
- 01 - 2011/3 - Fernando Guimarães com Os Caminhos Habitados
- 02 - 2014 - Daniel Jonas com a obra 'Nós
- 03 - 2015 - José Tolentino Mendonça, com a obra A noite abre meus olhos
- 04 - 2016 - Luís Quintais, com a obra Arrancar Penas a um Canto do Cisne
- 08 - 2017 - António Carlos Cortez, com a obra A dor concreta

Grande Prémio de Poesia António  Feijó  APE/C.M. Ponte  de  Lima
- 01 - 2015 - Armando Silva Carvalho, com a obra A sombra do mar
- 02 - 2016 - Hélder Moura Pereira com a obra Golpe de Teatro